# Анискин, Владимир Михайлович
Владимир Михайлович Анискин (род. 15 декабря 1973, Новосибирск, СССР) — российский художник-микроминиатюрист, доктор физико-математических наук, старший научный сотрудник Института теоретической и прикладной механики СО РАН.

## Биография
Родился 15 декабря 1973 года в Новосибирске.
Окончил с красным дипломом Новосибирский государственный технический университет (специальность — «Аэродинамика»).
С 1999 года — сотрудник Института теоретической и прикладной механики СО РАН.
В 2004 году защитил кандидатскую диссертацию, в 2013 — докторскую.

## Увлечения
Владимир Анискин увлекается микроминиатюрой с 1998 года. В 2006 году создал новогоднюю ёлку высотой 550 мкм, установив её на срезе макового зерна; в 2009 году изготовил композицию «Ёлка», состоящую из дерева высотой 160 мкм, снеговика (80 мкм) и ёлочных игрушек диаметром 10 мкм. В числе его миниатюрных работ «Подкованная блоха», «Верблюды в игольном ушке», «Самая маленькая книга в мире» и т. д. Мастером изготовлена и самая маленькая копия знаменитой картины Яна Вермеера «Девушка с жемчужной серёжкой».

## Книга рекордов Гиннесса
Созданная художником миниатюрная копия монеты «Сеятель» (или «Золотой червонец») 1976 года выпуска включена в 2019 году в Книгу рекордов Гиннесса как самая маленькая в мире копия монеты. Её размер составил 3,13 мм, вес — 0,018 г.

## Семья
Жена Светлана, сыновья Матвей, Фёдор и Владимир.

## Из библиографии

### Диссертации
- Анискин, Владимир Михайлович. Исследование конвективной неустойчивости в ударном слое и гиперзвуковом следе : дис. ... канд. физ.-матем. наук : 01.02.05. - Новосибирск, 2004. - 129 с. : ил.
- Анискин, Владимир Михайлович. Экспериментальное исследование микротечений жидкости и газа : дис. ... докт. физ.-матем. наук : 01.02.05; [Место защиты: Ин-т теорет. и прикл. механики им. С.А. Христиановича СО РАН]. - Новосибирск, 2013. - 200 с. : ил.